# Poecilodryas albonotata
Poecilodryas albonotata là một loài chim trong họ Petroicidae.